# Fußball-Europameisterschaft 2004/Gruppe A
Resultate der Gruppe A der Fußball-Europameisterschaft 2004:
| Pl.                                                                                               | Land         | Sp. | S | U | N | Tore    | Diff. | Punkte |
| ------------------------------------------------------------------------------------------------- | ------------ | --- | - | - | - | ------- | ----- | ------ |
| 1.                                                                                                | Portugal     | 3   | 2 | 0 | 1 | 004:200 | +2    | 06     |
| 2.                                                                                                | Griechenland | 3   | 1 | 1 | 1 | 004:400 | ±0    | 04     |
| 3.                                                                                                | Spanien      | 3   | 1 | 1 | 1 | 002:200 | ±0    | 04     |
| 4.                                                                                                | Russland     | 3   | 1 | 0 | 2 | 002:400 | −2    | 03     |
| Für die Platzierung 2 und 3 ist die Anzahl der erzielten Tore in allen Gruppenspielen maßgeblich. |              |     |   |   |   |         |       |        |

## Portugal – Griechenland 1:2 (0:1)
| Portugal                                                              | Portugal | Griechenland | Griechenland | Aufstellung                             |
| --------------------------------------------------------------------- | --- | --- | ------------ | --------------------------------------- |
| Portugal                                                              | \| 1. Spieltag \| \| Samstag, 12. Juni 2004 um 18:00 Uhr MESZ in Porto (Estádio do Dragão) \| \| Zuschauer: 48.761 \| \| Schiedsrichter: Pierluigi Collina ( Italien) \| \| Spielbericht \|                           | \| 1. Spieltag \| \| Samstag, 12. Juni 2004 um 18:00 Uhr MESZ in Porto (Estádio do Dragão) \| \| Zuschauer: 48.761 \| \| Schiedsrichter: Pierluigi Collina ( Italien) \| \| Spielbericht \| | Griechenland | Aufstellung Portugal gegen Griechenland |
| Portugal                                                              | Ricardo – Paulo Ferreira, Fernando Couto , Jorge Andrade, Rui Jorge – Costinha (66. Nuno Gomes), Maniche – Rui Costa (46. Deco) – Luís Figo, Simão (46. Cristiano Ronaldo) – Pauleta Cheftrainer: Luiz Felipe Scolari | Antonios Nikopolidis – Traianos Dellas – Georgios Seitaridis, Michalis Kapsis, Panagiotis Fyssas – Angelos Basinas, Theodoros Zagorakis – Giorgos Karagounis (46. Kostas Katsouranis) – Angelos Charisteas (74. Vassilis Lakis), Stelios Giannakopoulos (68. Demis Nikolaidis) – Zisis Vryzas Cheftrainer: Otto Rehhagel | Griechenland | Aufstellung Portugal gegen Griechenland |
| Portugal                                                              | 1:2 Cristiano Ronaldo (90.+3') | 0:1 Karagounis (7.) 0:2 Basinas (51., Foulelfmeter) | Griechenland | Aufstellung Portugal gegen Griechenland |
| Portugal                                                              | Costinha (21.), Pauleta (57.) | Giorgos Karagounis (39.), Georgios Seitaridis (76.) | Griechenland | Aufstellung Portugal gegen Griechenland |
| 1. Spieltag                                                           | | |              |                                         |
| Samstag, 12. Juni 2004 um 18:00 Uhr MESZ in Porto (Estádio do Dragão) | | |              |                                         |
| Zuschauer: 48.761                                                     | | |              |                                         |
| Schiedsrichter: Pierluigi Collina ( Italien)                          | | |              |                                         |
| Spielbericht                                                          | | |              |                                         |

## Spanien – Russland 1:0 (0:0)
| Spanien                                                                  | Spanien | Russland | Russland | Aufstellung                        |
| ------------------------------------------------------------------------ | --- | --- | -------- | ---------------------------------- |
| Spanien                                                                  | \| 1. Spieltag \| \| Samstag, 12. Juni 2004 um 20:45 Uhr MESZ in Faro-Loulé (Estádio Algarve) \| \| Zuschauer: 28.182 \| \| Schiedsrichter: Urs Meier ( Schweiz) \| \| Spielbericht \|                                                                   | \| 1. Spieltag \| \| Samstag, 12. Juni 2004 um 20:45 Uhr MESZ in Faro-Loulé (Estádio Algarve) \| \| Zuschauer: 28.182 \| \| Schiedsrichter: Urs Meier ( Schweiz) \| \| Spielbericht \| | Russland | Aufstellung Spanien gegen Russland |
| Spanien                                                                  | Iker Casillas – Carles Puyol, Iván Helguera, Carlos Marchena, Raúl Bravo – David Albelda, Rubén Baraja (59. Xabi Alonso) – Joseba Etxeberria, Raúl (78. Fernando Torres), Vicente – Fernando Morientes (59. Juan Carlos Valerón) Cheftrainer: Iñaki Sáez | Sergei Owtschinnikow – Wadim Jewsejew, Alexei Smertin , Roman Scharonow, Dmitri Sennikow – Jewgeni Aldonin (68. Dmitri Sytschow) – Rolan Gussew (46. Wladislaw Radimow), Dmitri Alenitschew, Alexander Mostowoi, Marat Ismailow (74. Andrei Karjaka) – Dmitri Bulykin Cheftrainer: Georgi Jarzew | Russland | Aufstellung Spanien gegen Russland |
| Spanien                                                                  | 1:0 Valerón (60.) | | Russland | Aufstellung Spanien gegen Russland |
| Spanien                                                                  | Rubén Baraja (43.), Carlos Marchena (66.), David Albelda (85.) | Rolan Gussew (12.), Roman Scharonow (18.), Alexei Smertin (29.), Jewgeni Aldonin (32.), Wladislaw Radimow (90.+3') | Russland | Aufstellung Spanien gegen Russland |
| Spanien                                                                  | Roman Scharonow (88.) | | Russland | Aufstellung Spanien gegen Russland |
| 1. Spieltag                                                              | | |          |                                    |
| Samstag, 12. Juni 2004 um 20:45 Uhr MESZ in Faro-Loulé (Estádio Algarve) | | |          |                                    |
| Zuschauer: 28.182                                                        | | |          |                                    |
| Schiedsrichter: Urs Meier ( Schweiz)                                     | | |          |                                    |
| Spielbericht                                                             | | |          |                                    |

## Griechenland – Spanien 1:1 (0:1)
| Griechenland                                                          | Griechenland | Spanien | Spanien | Aufstellung                            |
| --------------------------------------------------------------------- | --- | --- | ------- | -------------------------------------- |
| Griechenland                                                          | \| 2. Spieltag \| \| Mittwoch, 16. Juni 2004 um 18:00 Uhr MESZ in Porto (Estádio do Bessa) \| \| Zuschauer: 25.444 \| \| Schiedsrichter: Ľuboš Micheľ ( Slowakei) \| | \| 2. Spieltag \| \| Mittwoch, 16. Juni 2004 um 18:00 Uhr MESZ in Porto (Estádio do Bessa) \| \| Zuschauer: 25.444 \| \| Schiedsrichter: Ľuboš Micheľ ( Slowakei) \|                                                                                | Spanien | Aufstellung Griechenland gegen Spanien |
| Griechenland                                                          | Antonios Nikopolidis – Georgios Seitaridis, Traianos Dellas, Michalis Kapsis, Panagiotis Fyssas (86. Stylianos Venetidis) – Stelios Giannakopoulos (49. Demis Nikolaidis), Kostas Katsouranis, Theodoros Zagorakis , Giorgos Karagounis (53. Vasileios Tsiartas) – Angelos Charisteas, Zisis Vryzas Cheftrainer: Otto Rehhagel | Iker Casillas – Carles Puyol, Carlos Marchena, Iván Helguera, Raúl Bravo – David Albelda, Rubén Baraja, Joseba Etxeberria (46. Joaquín), Vicente – Raúl (80. Fernando Torres), Fernando Morientes (65. Juan Carlos Valerón) Cheftrainer: Iñaki Sáez | Spanien | Aufstellung Griechenland gegen Spanien |
| Griechenland                                                          | 1:1 Charisteas (66.) | 0:1 Morientes (28.) | Spanien | Aufstellung Griechenland gegen Spanien |
| Griechenland                                                          | Kostas Katsouranis (7.), Stelios Giannakopoulos (24.), Giorgos Karagounis (27.), Theodoros Zagorakis (61.), Zisis Vryzas (90.+1') | Carlos Marchena (16.), Iván Helguera (37.) | Spanien | Aufstellung Griechenland gegen Spanien |
| 2. Spieltag                                                           | | |         |                                        |
| Mittwoch, 16. Juni 2004 um 18:00 Uhr MESZ in Porto (Estádio do Bessa) | | |         |                                        |
| Zuschauer: 25.444                                                     | | |         |                                        |
| Schiedsrichter: Ľuboš Micheľ ( Slowakei)                              | | |         |                                        |

## Russland – Portugal 0:2 (0:1)
| Russland                                                               | Russland | Portugal | Portugal | Aufstellung                         |
| ---------------------------------------------------------------------- | --- | --- | -------- | ----------------------------------- |
| Russland                                                               | \| 2. Spieltag \| \| Mittwoch, 16. Juni 2004 um 20:45 Uhr MESZ in Lissabon (Estádio da Luz) \| \| Zuschauer: 59.273 \| \| Schiedsrichter: Terje Hauge ( Norwegen) \| | \| 2. Spieltag \| \| Mittwoch, 16. Juni 2004 um 20:45 Uhr MESZ in Lissabon (Estádio da Luz) \| \| Zuschauer: 59.273 \| \| Schiedsrichter: Terje Hauge ( Norwegen) \|                                             | Portugal | Aufstellung Russland gegen Portugal |
| Russland                                                               | Sergei Owtschinnikow – Wadim Jewsejew, Alexei Smertin , Alexei Bugajew, Dmitri Sennikow – Dmitri Alenitschew, Jewgeni Aldonin (45.+2' Wjatscheslaw Malafejew), Dmitri Loskow, Andrei Karjaka (79. Dmitri Bulykin) – Marat Ismailow (72. Wladimir Bystrow) – Alexander Kerschakow Cheftrainer: Georgi Jarzew | Ricardo – Miguel, Jorge Andrade, Ricardo Carvalho, Nuno Valente – Costinha – Luís Figo (78. Cristiano Ronaldo), Maniche, Deco, Simão (63. Rui Costa) – Pauleta (57. Nuno Gomes) Cheftrainer: Luiz Felipe Scolari | Portugal | Aufstellung Russland gegen Portugal |
| Russland                                                               | 0:1 Maniche (7.) 0:2 Costa (89.) | | Portugal | Aufstellung Russland gegen Portugal |
| Russland                                                               | Alexei Smertin (16.), Wadim Jewsejew (21.), Dmitri Alenitschew (87.) | Ricardo Carvalho (24.), Deco (85.) | Portugal | Aufstellung Russland gegen Portugal |
| Russland                                                               | Sergei Owtschinnikow (45., Handspiel außerhalb des Strafraums) | | Portugal | Aufstellung Russland gegen Portugal |
| 2. Spieltag                                                            | | |          |                                     |
| Mittwoch, 16. Juni 2004 um 20:45 Uhr MESZ in Lissabon (Estádio da Luz) | | |          |                                     |
| Zuschauer: 59.273                                                      | | |          |                                     |
| Schiedsrichter: Terje Hauge ( Norwegen)                                | | |          |                                     |

## Spanien – Portugal 0:1 (0:0)
| Spanien                                                                          | Spanien | Portugal | Portugal | Aufstellung                        |
| -------------------------------------------------------------------------------- | --- | --- | -------- | ---------------------------------- |
| Spanien                                                                          | \| 3. Spieltag \| \| Sonntag, 20. Juni 2004 um 20:45 Uhr MESZ in Lissabon (Estádio José Alvalade XXI) \| \| Zuschauer: 47.491 \| \| Schiedsrichter: Anders Frisk ( Schweden) \|                                                 | \| 3. Spieltag \| \| Sonntag, 20. Juni 2004 um 20:45 Uhr MESZ in Lissabon (Estádio José Alvalade XXI) \| \| Zuschauer: 47.491 \| \| Schiedsrichter: Anders Frisk ( Schweden) \|                                       | Portugal | Aufstellung Spanien gegen Portugal |
| Spanien                                                                          | Iker Casillas – Carles Puyol, Juanito (80. Fernando Morientes), Iván Helguera, Raúl Bravo – Joaquín (72. Albert Luque), Xabi Alonso, David Albelda (66. Rubén Baraja) – Vicente, Raúl , Fernando Torres Cheftrainer: Iñaki Sáez | Ricardo – Miguel, Jorge Andrade, Ricardo Carvalho, Nuno Valente – Costinha, Maniche – Luís Figo (78. Petit), Deco, Cristiano Ronaldo (85. Fernando Couto) – Pauleta (46. Nuno Gomes) Cheftrainer: Luiz Felipe Scolari | Portugal | Aufstellung Spanien gegen Portugal |
| Spanien                                                                          | 0:1 Gomes (57.) | | Portugal | Aufstellung Spanien gegen Portugal |
| Spanien                                                                          | David Albelda (8.), Juanito (68.), Carles Puyol (74.) | Pauleta (7.), Nuno Gomes (65.) | Portugal | Aufstellung Spanien gegen Portugal |
| 3. Spieltag                                                                      | | |          |                                    |
| Sonntag, 20. Juni 2004 um 20:45 Uhr MESZ in Lissabon (Estádio José Alvalade XXI) | | |          |                                    |
| Zuschauer: 47.491                                                                | | |          |                                    |
| Schiedsrichter: Anders Frisk ( Schweden)                                         | | |          |                                    |

## Russland – Griechenland 2:1 (2:1)
| Russland                                                                 | Russland | Griechenland | Griechenland | Aufstellung                             |
| ------------------------------------------------------------------------ | --- | --- | ------------ | --------------------------------------- |
| Russland                                                                 | \| 3. Spieltag \| \| Sonntag, 20. Juni 2004 um 20:45 Uhr MESZ in Faro-Loulé (Estádio Algarve) \| \| Zuschauer: 24.347 \| \| Schiedsrichter: Gilles Veissière ( Frankreich) \| | \| 3. Spieltag \| \| Sonntag, 20. Juni 2004 um 20:45 Uhr MESZ in Faro-Loulé (Estádio Algarve) \| \| Zuschauer: 24.347 \| \| Schiedsrichter: Gilles Veissière ( Frankreich) \| | Griechenland | Aufstellung Russland gegen Griechenland |
| Russland                                                                 | Wjatscheslaw Malafejew – Wadim Jewsejew, Roman Scharonow (56. Dmitri Sennikow), Alexei Bugajew, Alexander Anjukow – Dmitri Alenitschew, Rolan Gussew, Wladislaw Radimow, Andrei Karjaka (46. Igor Semschow) – Dmitri Bulykin (46. Dmitri Sytschow) – Dmitri Kiritschenko Cheftrainer: Georgi Jarzew | Antonios Nikopolidis – Georgios Seitaridis, Michalis Kapsis, Traianos Dellas, Stylianos Venetidis (89. Panagiotis Fyssas) – Kostas Katsouranis, Theodoros Zagorakis , Angelos Basinas (42. Vasileios Tsiartas) – Dimitrios Papadopoulos (70. Demis Nikolaidis), Angelos Charisteas, Zisis Vryzas Cheftrainer: Otto Rehhagel | Griechenland | Aufstellung Russland gegen Griechenland |
| Russland                                                                 | 1:0 Kiritschenko (2.) 2:0 Bulykin (17.) | 2:1 Vryzas (43.) | Griechenland | Aufstellung Russland gegen Griechenland |
| Russland                                                                 | Roman Scharonow (15.), Alexander Anjukow (28.), Andrei Karjaka (39.), Dmitri Alenitschew (65.), Wladislaw Radimow (71.), Wjatscheslaw Malafejew (88.) | Zisis Vryzas (45.), Traianos Dellas (86.) | Griechenland | Aufstellung Russland gegen Griechenland |
| 3. Spieltag                                                              | | |              |                                         |
| Sonntag, 20. Juni 2004 um 20:45 Uhr MESZ in Faro-Loulé (Estádio Algarve) | | |              |                                         |
| Zuschauer: 24.347                                                        | | |              |                                         |
| Schiedsrichter: Gilles Veissière ( Frankreich)                           | | |              |                                         |